# Xochitonal
Xochitonal (Xochitl « fleur », Tonalli « jour, chaleur, âme ou esprit »  en nahuatl) est une créature de la mythologie aztèque, gardienne du séjour des morts. 
Elle est représentée avec une tête d'alligator et est la gardienne du passage vers l'Apanoayan, lac d'eau noire représentant le 7e obstacle que l'âme doit surmonter dans son dernier voyage pour arriver au Mictlan.